# Fernando González Valenciaga
Fernando González Balenciaga, més conegut com a Nando González (Getxo, Biscaia, País Basc, 1 de febrer de 1921 - Bilbao, País Basc, 3 de gener de 1988) fou un futbolista basc que jugava en la posició de migcampista. Va ser internacional amb la selecció espanyola.

## Trajectòria
Es va formar com a futbolista en equips biscaïns com el CD Getxo o la SD Indautxu. El 1941 va fitxar per l'Athletic Club de Bilbao, equip amb el qual guanyaria una lliga, quatre copes d'Espanya i una copa Eva Duarte. El 1952 va fitxar pel Racing de Santander, equip en el qual es retiraria el 1954.
González va ser internacional amb la selecció espanyola en vuit partits, i va ser convocat per jugar a la Copa del Món de 1950, tot i que no va arribar a disputar-hi cap minut.

## Palmarès
- 1 lliga: 1942/43.
- 4 copes d'Espanya: 1942/43, 1943/44, 1944/45, 1949/50.
- 1 copa Eva Duarte: 1950-51.